# Universidad Nacional Experimental de la Gran Caracas
Die Universidad Nacional Experimental de la Gran Caracas (UNEXCA) ist eine öffentliche Universität in Venezuela, die vom Ministerium für universitäre Bildung, Wissenschaft und Technologie mitüberwacht wird und deren Hauptsitz sich in der Urbanisation La Floresta, Gemeinde Chacao, östlich des geographischen Zentrums von Greater Caracas, befindet. Sie wurde am 27. Februar 2018 gegründet.

## Geschichte
Die Universidad Nacional Experimental de la Gran Caracas entstand aus der Fusion der Hochschule von Caracas (CUC), der Hochschule Francisco de Miranda (Cufm) und der Hochschule José Lorenzo Pérez (Cujlp). Die Gründung wurde von Staatspräsident Nicolás Maduro anlässlich des Studententags am 21. November 2017 verkündet, um einen Beitrag zur wissenschaftlich-technologischen Souveränität zu leisten.
Dieses Hochschulzentrum ist für das Management der Nationalen Ausbildungsprogramme (NFP) und das Karriere- und Weiterbildungsprogramm (PFA) verantwortlich, welche vom Amt für Hochschulplanung (OPSU) autorisiert sind. Es wurden zudem drei Studiengänge eingeführt, die zum Técnico Superior Universitario ausbilden: Sonderpädagogik, Vorschulerziehung und Soziale Arbeit. Auch für Postgraduierte gibt es Weiterbildungsmöglichkeiten in den Bereichen, Sozial- und Geisteswissenschaften, Engineering und Informationswissenschaften.
Am 1. August 2018 wurde Professor Alí Ramón Rojas Olaya zum ersten Rektor ernannt.

## Aufbau der Universität

### Fakultät für Wirtschafts- und Sozialwissenschaften
- Schule für Verwaltung
- Schule für Rechnungswesen
- Schule für Vertrieb und Logistik
- Schule für Tourismus
- Schule für soziale Arbeit

### Fakultät für Bildung
- Sonderpädagogik
- Vorschulerziehung

### Fakultät für Engineering
- Schule für Computertechnik